# Jössefors
Jössefors är en tätort i Arvika kommun, Värmland (Värmlands län), belägen cirka 7 kilometer nordväst om Arvika vid länsväg 172.

## Historia
Jössefors är en tidigare bruksort. Jössefors AB bildades 1880, och då det år 1917 förvärvades av Billeruds AB bestod verksamheten av ett träsliperi och ett sågverk. Träsliperiet ersattes av ett pappersbruk 1921, efter en förödande brand året innan. Vid Jössefors bruk kom flera nya innovationer inom massatillverkningen att experimenteras fram. Exempelvis blekning med syrgas, något som fortfarande tillämpas vid sulfatmassafabriker i hela världen. På 1940-talet arbetade 350 personer vid bruket. 
I mars 1969 lades verksamheten ned vid bruket, som då hade 200 anställda. Två år senare revs fabriken. En minnestavla uppsattes på platsen 2005.
Jössefors kraftverk i Jösseälven hade från 1905–1906 två stationer, vilka 1947–1951 ersattes av en ny, som utnyttjade hela fallhöjden mellan Nysockensjön och Glafsfjorden.

## Befolkningsutveckling
| Befolkningsutvecklingen i Jössefors 1950–2020 | Befolkningsutvecklingen i Jössefors 1950–2020 | Befolkningsutvecklingen i Jössefors 1950–2020 | Befolkningsutvecklingen i Jössefors 1950–2020 | Befolkningsutvecklingen i Jössefors 1950–2020 |
| --------------------------------------------- | --------------------------------------------- | --------------------------------------------- | --------------------------------------------- | --------------------------------------------- |
|                                               |                                               |                                               |                                               |                                               |
| År                                            |                                               |                                               | Folkmängd                                     | Areal (ha)                                    |
| 1950                                          | 1950                                          |                                               | 1 016                                         |                                               |
| 1960                                          | 1960                                          |                                               | 679                                           |                                               |
| 1965                                          | 1965                                          |                                               | 740                                           |                                               |
| 1970                                          | 1970                                          |                                               | 759                                           |                                               |
| 1975                                          | 1975                                          |                                               | 806                                           |                                               |
| 1980                                          | 1980                                          |                                               | 854                                           |                                               |
| 1990                                          | 1990                                          |                                               | 771                                           | 149                                           |
| 1995                                          | 1995                                          |                                               | 744                                           | 149                                           |
| 2000                                          | 2000                                          |                                               | 747                                           | 149                                           |
| 2005                                          | 2005                                          |                                               | 748                                           | 149                                           |
| 2010                                          | 2010                                          |                                               | 732                                           | 148                                           |
| 2015                                          | 2015                                          |                                               | 711                                           | 132                                           |
| 2020                                          | 2020                                          |                                               | 715                                           | 127                                           |
|                                               |                                               |                                               |                                               |                                               |

## Näringsliv
I orten finns företag för tillverkning av plastemballage samt underleverantörsverksamhet till fordonsindustrin. Pendling förekommer, främst till Arvika.
Arvika kommun har tillsammans med Region Värmland diskuterat möjligheterna att på sikt rusta upp de gamla bruksbyggnaderna i området för att utveckla området till ett besöksmål.